# Alain-René Lesage
Alain-René Lesage (psáno i jako Alain-René Le Sage; 8. května 1668 Sarzeau – 17. listopadu 1747 Boulogne-sur-Mer) byl francouzský spisovatel. Byl též překladatelem ze španělštiny a řečtiny.

## Život
Napsal více než sto veseloher, které byly určeny pro tzv. jarmareční divadlo. K nejznámějším patří komedie Turcaret.
Součástí jeho díla byly i mravoličné, satirické a pikareskní romány. Typické pro ně bylo, že měly kulisy soudobého Španělska, avšak utajeně v nich Lesage kritizoval poměry francouzské. Ke známým patří romány Kulhavý ďábel a Příběhy Gila Blase ze Santillany.

## Dílo
(přeložené do češtiny)

### Romány
- Kulhavý ďábel (Le Diable boiteux, 1707)
- Příběhy Gila Blase ze Santillany (Histoire de Gil Blas de Santillane, 1735) – česky i pod názvem Gil Blas
- Bakalář ze Salamanky (Le Bachelier de Salamanque, 1736)

### Divadelní hry
- Turcaret (1709)